# Glaphyra gracilis
Glaphyra gracilis är en skalbaggsart som först beskrevs av Hayashi 1949.  Glaphyra gracilis ingår i släktet Glaphyra och familjen långhorningar. Inga underarter finns listade i Catalogue of Life.